# ユスフ・フォファナ (1999年生のサッカー選手)
ユスフ・フォファナ（フランス語: Youssouf Fofana、1999年1月10日 - ）は、フランス・パリ出身のサッカー選手。セリエA・ACミラン所属。フランス代表。ポジションはMF。

## クラブ経歴
パリに生まれ、パリ近郊のクラブの下部組織に在籍した。2017年2月21日にストラスブールの下部組織に加入。2018年8月24日にリーグ・アン初出場。
2020年1月29日、モナコと2024年6月までの契約を結んだ。
2024年8月17日、2028年6月30日までACミランと契約を締結。背番号は29番と発表された。2024年8月24日、セリエA第2節パルマ・カルチョ1913戦にて後半67分、ユヌス・ムサと交代で途中出場しセリエAデビューを果たすと、同年8月31日、セリエA第3節SSラツィオ戦にて初スタメン出場、同9月14日、セリエA第4節ヴェネツィアFC戦にて前半16分、クリスチャン・プルシックのコーナーキックをヘッドでかすめるよう軌道を変え、相手GKに接触したボールはゴールポストに入る。これがセリエA初ゴールとなる。

## 代表経歴
アンダー代表ではフランス代表として出場。2019 FIFA U-20ワールドカップに出場した。
2022年9月15日、UEFAネーションズリーグに臨むフランス代表に初招集され、オーストリア代表戦にてA代表デビューを果たした。同年のワールドカップ・カタール大会では、決勝のアルゼンチン戦を含め6試合でプレー(2試合で先発)し、準優勝。

## 家族
パリ生まれであるが、マリにルーツを持っている。

## 代表歴
- 2022年 : 2022 FIFAワールドカップ (準優勝)
- 2024年 : UEFA EURO 2024 (ベスト4)

### 試合数
- 国際Aマッチ 25試合 3得点（2022年-）[11]

| フランス代表 | 国際Aマッチ | 国際Aマッチ |
| 年           | 出場        | 得点        |
| ------------ | ----------- | ----------- |
| 2022         | 8           | 0           |
| 2023         | 7           | 2           |
| 2024         | 10          | 1           |
| 通算         | 21          | 3           |

## タイトル
ストラスブール
- クープ・ドゥ・ラ・リーグ: 2018-19